# Rota d’Imagna
Rota d’Imagna – miejscowość i gmina we Włoszech, w regionie Lombardia, w prowincji Bergamo.
Według danych na styczeń 2009 gminę zamieszkiwały 902 osoby przy gęstości zaludnienia 150,3 os./1 km².